# مارك بلكينغتون (لاعب غولف)
مارك بلكينغتون (بالإنجليزية: Mark Pilkington)‏ هو لاعب غولف بريطاني، ولد في 17 مارس 1978 في بانغور في المملكة المتحدة.

## وصلات خارجية
- مارك بلكينغتون على موقع رابطة أوروبا للاعبي الغولف المحترفين (الإنجليزية)